# Martin Shaw
Martin Shaw (ur. 21 stycznia 1945 w Birmingham) – brytyjski aktor, występujący głównie w teatrze oraz telewizji, która przyniosła mu największą popularność.

## Życiorys

### Wykształcenie i teatr
Ukończył London Academy of Music and Dramatic Art, po czym początkowo pracował jako pomocnik inspicjenta. W 1968 zagrał swoją pierwszą poważną rolę, w sztuce Look Back in Anger Johna Osborne’a. W 1973 został zaangażowany do Królewskiego Teatru Narodowego w Londynie, gdzie w sztuce Saturday, Sunday, Monday był partnerem scenicznym dyrektora artystycznego tej instytucji, Laurence’a Oliviera. Rok później zagrał w niezwykle ciepło przyjętej inscenizacji Tramwaju zwanego pożądaniem Tennessee’ego Williamsa na deskach Piccadilly Theatre na West Endzie.
W latach 80. przez wiele lat występował w sztuce Are You Lonesome Tonight? Alana Bleasdale’a, w której wcielał się w postać Elvisa Presleya w ostatnich godzinach jego życia. W sezonie 1996–1997 występował na Broadwayu w klasycznej sztuce Oscara Wilde’a Mąż idealny. Pod koniec lat 2000. występował jako Tomasz More w sztuce Roberta Bolta A Man for All Seasons, gdzie w skład obsady weszła również jego córka Sophie.

### Telewizja i film
W telewizji zadebiutował w 1967 w dwóch spektaklach realizowanych dla teatru telewizji ITV. W latach 1967–1968 był członkiem obsady opery mydlanej Coronation Street. W 1969 znalazł się w głównej obsadzie serialu komediowego Doctor in the House, gdzie grał studenta medycyny mówiącego z silnym walijskim akcentem. Opuścił tę produkcję już jednej serii. W latach 1977–1983 grał jedną z głównych ról w popularnym serialu kryminalnym The Professionals, gdzie wcielał się w postać agenta Doyle’a, który choć wygląda jak nieokrzesany młodzieniec, w istocie jest oficerem elitarnej służby specjalnej. W 1983 wystąpił w miniserialu The Last Place on Earth, będącym fabularyzowaną opowieścią o eksploracji Antarktydy. Wcielał się tam w postać Roberta Falcona Scotta.
W latach 1993–1995 grał rolę tytułową w komediodramacie The Chief, starającym się ukazać pracę policji nie od strony policjantów z pierwszej linii, jak to się dzieje w większości seriali, lecz z perspektywy najwyższych dowódców. W 1996 zagrał głównego bohatera w serialu biograficznym Rhodes, opowiadającym o życiu Cecila Rhodesa. W latach 2001–2007 występował, ponownie w roli tytułowej, w serialu Sędzia John Deed, którego bohater jest charyzmatycznym, a zarazem budzącym duże kontrowersje, wysokiej rangi sędzią. W latach 2007–2017 grał główną rolę w serialu Inspektor George Gently, stanowiącym osadzoną w epoce ekranizację powieści detektywistycznych z lat 60., autorstwa Alana Huntera.
Role filmowe stanowią stosunkowo skromną część dorobku Shawa. Wystąpił on m.in. jako Banquo w filmie Tragedia Makbeta w reżyserii Romana Polańskiego (1971), a także jako Raszid w filmie przygodowym Podróż Sindbada do Złotej Krainy (1974).